# Llac alcalí

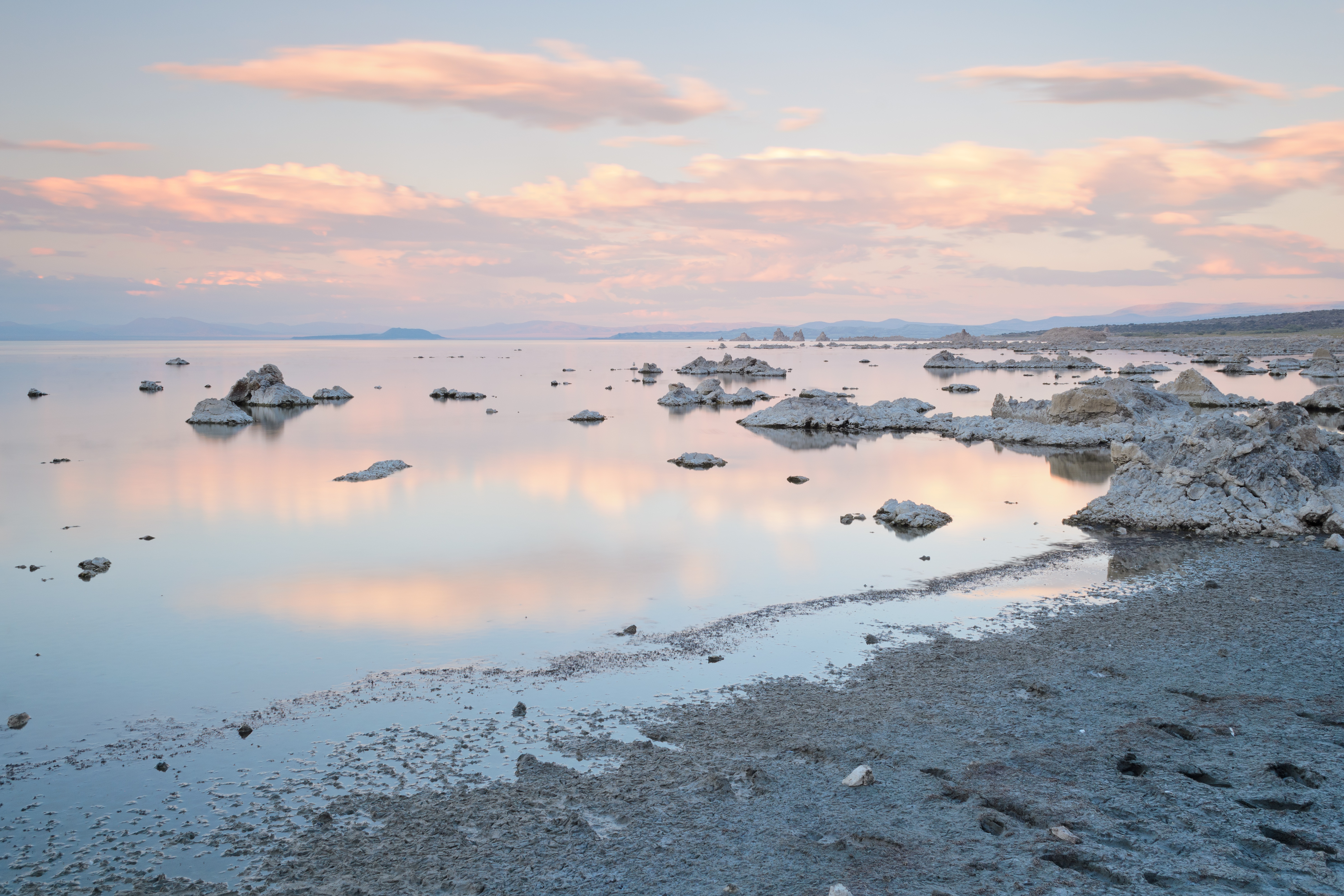
Llac Mono (Califòrnia).

Un llac alcalí és un llac a la zona fortament alcalina de la neutralitat, típicament amb un valor de pH entre 9 i 12. Es caracteritzen per altes concentracions de sals de carbonat, típicament carbonat de sodi (i complexos salins relacionats), que són les que donen la seva alcalinitat. A més, molts llacs alcalins també contenen altes concentracions de clorur de sodi i altres sals dissoltes, cosa que també els converteix en llacs salins o hipersalins.
L'elevat pH i la salinitat sovint coincideixen, a causa de com es desenvolupen els llacs alcalins. Els llacs alcalins hipersalins i altament alcalins resultants es consideren alguns dels entorns aquàtics més extrems de la Terra. Malgrat ser llocs aparentment inhòspits, els llacs alcalins sovint són ecosistemes altament productius, en comparació amb altres reserves d'aigua dolça de pH neutre. La producció primària bruta (fotosíntesi) és superior a 10 gCm-2dia-1 (grams de carboni per metre quadrat per dia), més de 16 vegades la mitjana mundial per llacs i rierols (0,6 gCm-2dia-1). Això els converteix en els ambients aquàtics més productius de la Terra. Una raó important per a l'alta productivitat és la disponibilitat virtualment il·limitada de diòxid de carboni dissolt. Els llacs alcalins es troben de forma natural per tot el món, típicament en àrees àrides i semiàrides i en connexió amb esquerdes tectòniques com ara a la Vall del Rift d'Àfrica Oriental. El pH de la majoria dels llacs d'aigua dolça és al costat alcalí de la neutralitat i molts mostren una química de l'aigua similar a la dels llacs alcalins, tot i que menys extremes.

## Geologia, geoquímica i gènesi
Per tal que un llac es torni alcalí, cal una combinació especial de condicions geogràfiques, geològiques i climàtiques. En primer lloc, es necessita una topografia adequada, que limiti la sortida d'aigua del llac, el que es coneix com a conca endorreica. Els cràters o depressions formats per ruptura tectònica (Rift) sovint proporcionen tals depressions topològiques. L'alta alcalinitat i la salinitat sorgeixen a través de l'evaporació de l'aigua del llac. Això requereix condicions climàtiques adequades perquè el flux d'entrada pugui equilibrar el flux de sortida a través de l'evaporació.
La velocitat a la qual es dissolen les sals de carbonat en l'aigua del llac també depèn de la geologia circumdant que fins i tot, en alguns casos, pot conduir a una alcalinitat relativament alta fins i tot en llacs amb un flux de sortida significatiu. Una altra condició geològica crítica per a la formació de llacs alcalins és la relativa absència de magnesi o calci soluble. Amb presència de magnesi (Mg2+) o calci (Ca2+) els ions carbonat s'eliminaran mitjançant la precipitació de minerals com ara la calcita, la magnesita o la dolomita, tot neutralitzant el pH de l'aigua del llac. Quan això ocorre, es genera un llac de sal neutre o lleugerament bàsic. Un bon exemple és la Mar Morta, que és molt rica en Mg2+.
En alguns llacs alcalins, l'entrada de Ca2+ a través de filtracions subterrànies, pot conduir a precipitacions localitzades tal com passa al llac Mono de Califòrnia i al llac Van de Turquia. Molts llacs alcalins estan fortament estratificats, amb una capa superior ben oxigenada (epilimni) i una capa inferior anòxica (hipolimni), sense oxigen, i amb altes concentracions de sulfur. L'estratificació pot ser permanent, o amb mescles estacionals. La profunditat de la interfície òxica/anòxica que separa les dues capes varia des d'uns pocs centímetres fins a prop dels sediments del fons, segons les condicions locals. En qualsevol cas, representa una barrera important, tant físicament com bioquímicament.

## Biodiversitat

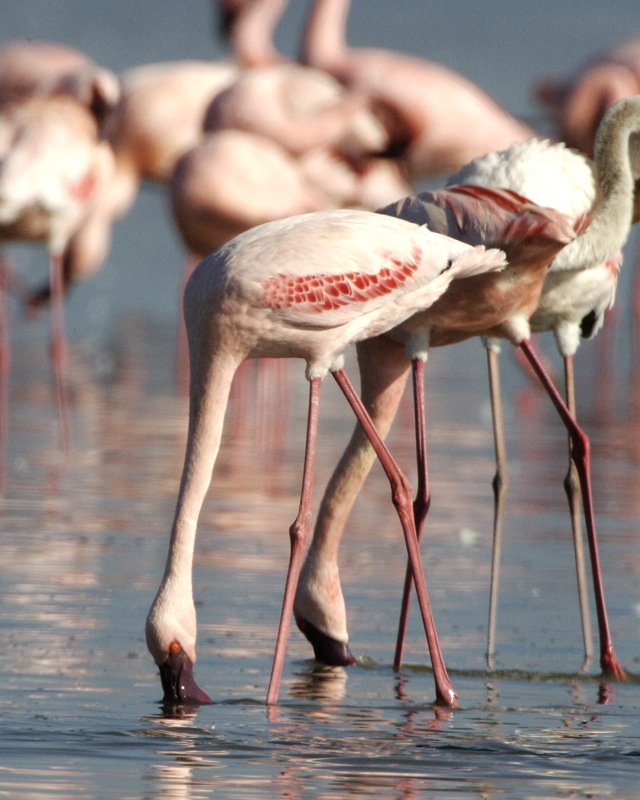
Flamencs alimentant-se de cianobacteris al llac Nakuru de Kenya.

En els llacs alcalins hi habita una gran diversitat de vida microbiana, sovint en grans concentracions. Això els converteix en ecosistemes inusualment productius i condueix a "floracions d'algues" permanents o estacionals amb coloració visible en molts llacs. El color varia entre els llacs en particular, depenent de les seves formes de vida predominants i pot variar de verd a taronja o vermell. En comparació amb els ecosistemes d'aigua dolça, la vida als llacs alcalins sovint està completament dominada per procariotes, és a dir, bacteris i arqueges, particularment en aquells amb condicions més extremes (major alcalinitat i salinitat, o menor contingut de oxigen). No obstant això, també s'ha trobat una gran diversitat d'algues eucariotes, protists i fongs en molts llacs alcalins. En molts llacs alcalins menys extrems també s'hi troben animals multicel·lulars com ara crustacis (especialment la gambeta de salmorra i el copèpode (Paradiaptomus africanus)) o peixos (per exemple l'Alcolapia), adaptats a les condicions extremes d'aquests ambients alcalins i sovint salins. Particularment a la vall del Rift de l'est d'Àfrica, els microorganismes en els llacs alcalins també constitueixen la principal font d'aliment per a les grans bandades de flamencs menuts (Phoeniconaias minor). Els cianobacteris del gènere Arthrospira (abans Spirulina) són una font d'aliment particularment preferida per a aquestes aus, per la seva gran grandària cel·lular i el seu alt valor nutricional.

### Diversitat microbiana i riquesa d'espècies

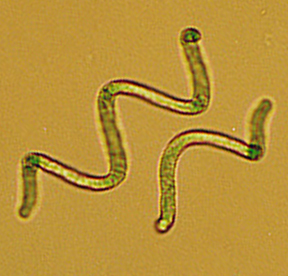
Espècimens del gènere Spirulina.

En general, la biodiversitat microbiana dels llacs alcalins està relativament poc estudiada. Molts estudis s'han centrat en els productors primaris, és a dir, els cianobacteris fotosintètics o les algues eucariotes (vegeu cicle del carboni). Com els estudis s'han basat tradicionalment en la microscòpia, la identificació s'ha vist obstaculitzada pel fet que molts llacs alcalins alberguen espècies poc estudiades, exclusives d'aquests hàbitats relativament inusuals i, en molts casos, es consideren endèmiques, és a dir, només existeixen en un llac en concret. La morfologia de les algues i altres organismes també pot variar d'un llac a un altre, segons les condicions locals, la qual cosa dificulta la seva identificació, el que probablement ha portat a diversos casos de confusions taxonòmiques en la literatura científica. Recentment, diversos estudis han utilitzat mètodes moleculars, com la identificació de l'ADN o la seqüenciació, per estudiar la diversitat d'organismes en els llacs alcalins. Aquests mètodes es basen en l'ADN extret directament del medi ambient i, per tant, no requereixen el cultiu de microorganismes.
Aquesta és una gran avantatge, ja que el cultiu de nous microorganismes és una tècnica laboriosa que se sap que influeix seriosament en el resultat dels estudis de diversitat, ja que només un de cada cent organismes pot conrear-se utilitzant tècniques estàndard. En el cas dels microorganismes, l'ARN ribosòmic de la subunitat petita del gen marcador filogenètic sol ser l'objectiu, per les seves bones propietats, com l'existència en tots els organismes cel·lulars i la seva capacitat d'ús com un "rellotge molecular" per rastrejar la història evolutiva d'un organisme.

### Biogeografia
A més de la seva rica biodiversitat, els llacs alcalins sovint alberguen moltes espècies úniques, adaptades a condicions alcalines i incapaces de viure en ambients amb un pH neutre. Aquestes espècies s'anomenen alcalòfiles. Els organismes adaptats també a l'alta salinitat s'anomenen haloalcalòfils. Els estudis genètics independents han demostrat que els llacs alcalins contenen una quantitat inusualment alta de microorganismes alcalòfils amb baixa similitud genètica amb espècies conegudes. Això indica una llarga història evolutiva d'adaptació a aquests hàbitats amb poques espècies noves d'altres entorns que s'hi adapten amb el temps. Els estudis genètics en profunditat també mostren una superposició inusualment baixa en la comunitat microbiana present, entre els llacs alcalins amb condicions lleugerament diferents, com ara el pH i la salinitat. Aquesta tendència és especialment fort en la capa inferior (hipolimni) de llacs estratificats, probablement a causa del caràcter aïllat de tals entorns. Les dades de diversitat dels llacs alcalins suggereixen l'existència de moltes espècies microbianes endèmiques, úniques per als llacs individuals. Aquest és un fet controvertit, ja que la doctrina convencional en ecologia microbiana dicta que la majoria de les espècies microbianes són cosmopolites i disperses a nivell mundial, gràcies a la seva enorme grandària poblacional, una famosa hipòtesi formulada per primera vegada per Lourens Baas Becking l'any 1934 "Tot està a tot arreu, però el medi ambient selecciona".